# Paul Parker
Paul Parker (Londra, 4 aprile 1964) è un ex calciatore e allenatore di calcio inglese, di ruolo difensore.

## Carriera
Conta 19 presenze in nazionale inglese, con cui ha partecipato al campionato del mondo 1990.

## Palmarès

### Giocatore

#### Club

##### Competizioni nazionali
- Campionato inglese: 2

Manchester United: 1992-1993, 1993-1994
- Coppa d'Inghilterra: 1

Manchester United: 1993-1994
- Coppa di Lega inglese: 1

Manchester United: 1991-1992
- Community Shield: 2

Manchester United: 1993, 1994

##### Competizioni internazionali
- Supercoppa UEFA: 1

Manchester United: 1991